# His Majesty's Ship

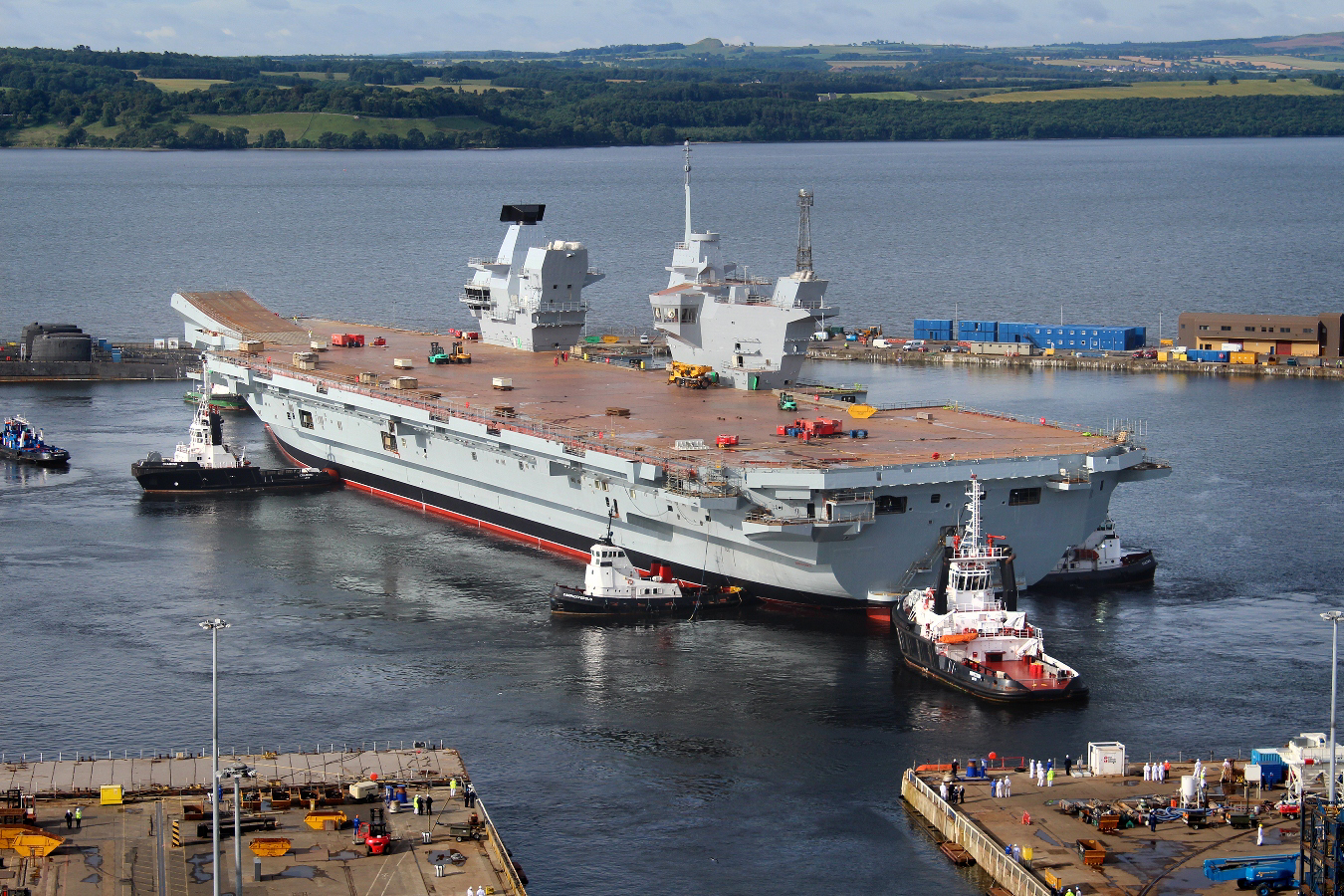
HMS Queen Elizabeth

HMS (abbreviazione per His/Her Majesty's Ship, ovvero Nave di Sua Maestà) è il prefisso navale utilizzato per le imbarcazioni della Royal Navy, la marina britannica. È seguito dal nome proprio della nave, come ad esempio per la HMS Victory. 
Il medesimo acronimo è utilizzato per sommergibili e sottomarini, dove muta tuttavia il suo significato in Her/His Majesty's Submarine.
In altre nazioni del Commonwealth si trovavano invece:
- Canada: HMCS — "His/Her Majesty's Canadian Ship"
- Australia: HMAS — "His/Her Majesty's Australian Ship"
  - Victoria: HMVS — "His/Her Majesty's Victorian Ship" (in disuso)
- Nuova Zelanda: HMNZS — "His/Her Majesty's New Zealand Ship"
- Birmania: HMBS — "His/Her Majesty's Burmese Ship"
- Bahamas: HMBS — "His/Her Majesty's Bahamian Ship"
- Bermuda: HMBS — "His/Her Majesty's Bermudian Ship"